# Ophyra simplex
Ophyra simplex är en tvåvingeart som beskrevs av Stein 1915. Ophyra simplex ingår i släktet Ophyra och familjen husflugor. Inga underarter finns listade i Catalogue of Life.